# Danh sách quốc gia châu Á theo tỉ lệ mặt nước
Danh sách các quốc gia và vùng lãnh thổ châu Á theo tỉ lệ mặt nước được thống kê dựa trên số liệu của The World FactBook của Mỹ và Liên Hợp Quốc, trong đó có một số cập nhật từ các chính phủ. Bảng thống kê gồm 2 cột chính: Tỉ lệ mặt nước và Tổng diện tích để dễ đối chiếu và so sánh.
Danh sách bao gồm thống kê 55 quốc gia và vùng lãnh thổ châu Á, trong đó có 48 quốc gia độc lập và 7 vùng lãnh thổ (Đài Loan, Hông Kông, Ma Cao, Lãnh thổ Ấn Độ Dương thuộc Anh, Abkhazia, Nam Ossetia, Nagorno-Karabakh).
| STT | Quốc gia/Vùng lãnh thổ               | Tỉ lệ mặt nước (%) | Tổng diện tích (Km2)  |
| --- | ------------------------------------ | ------------------ | --------------------- |
| 1   | Việt Nam                             | 6.38               | 331.212               |
| 2   | Lào                                  | 2.53               | 236.800               |
| 3   | Campuchia                            | 2.50               | 181.035               |
| 4   | Thái Lan                             | 0.43               | 513.120               |
| 5   | Myanmar                              | 3.41               | 676.578               |
| 6   | Malaysia                             | 0.36               | 330.803               |
| 7   | Singapore                            | 1.43               | 710                   |
| 8   | Indonesia                            | 4.88               | 1.919.440             |
| 9   | Brunei                               | 8.67               | 5.765                 |
| 10  | Đông Timor                           | 0                  | 14.874                |
| 11  | Philippines                          | 0.61               | 300.000               |
| 12  | Trung Quốc                           | 1.41               | 9.596.961 - 9.640.011 |
| 13  | Nhật Bản                             | 3.55               | 377.930               |
| 14  | Mông Cổ                              | 0                  | 1.564.100             |
| 15  | Hàn Quốc                             | 0.3                | 99.678 - 100.210      |
| 16  | CHDCND Triều Tiên                    | 0.11               | 120.538               |
| 17  | Đài Loan                             | 10.34              | 36.188                |
| 18  | Hong Kong                            | 4.53               | 1.104                 |
| 19  | Ma Cao                               | 0                  | 29.5                  |
| 20  | Ấn Độ                                | 9.55               | 3.201.446 - 3.287.263 |
| 21  | Pakistan                             | 2.86               | 796.095 - 881.912     |
| 22  | Nepal                                | 2.6                | 147.181               |
| 23  | Bangladesh                           | 9.6                | 143.998               |
| 24  | Sri Lanka                            | 4.4                | 65.610                |
| 25  | Bhutan                               | 0                  | 38.394                |
| 26  | Maldives                             | 0                  | 300                   |
| 27  | Afghanistan                          | 0                  | 652.090               |
| 28  | Kazakhstan                           | 0.92               | 2.724.900             |
| 29  | Uzbekistan                           | 4.92               | 447.400               |
| 30  | Turkmenistan                         | 3.72               | 488.100               |
| 31  | Tajikistan                           | 1.81               | 199.951               |
| 32  | Kyrgyzstan                           | 4.08               | 143.100               |
| 33  | Iran                                 | 7.07               | 1.628.750             |
| 34  | Iraq                                 | 0.22               | 438.371               |
| 35  | Ả Rập Saudi                          | 0                  | 2.149.690             |
| 36  | Kuwait                               | 0                  | 17.818                |
| 37  | Qatar                                | 0                  | 11.586                |
| 38  | Bahrain                              | 0                  | 750                   |
| 39  | Oman                                 | 0                  | 309.500               |
| 40  | Yemen                                | 0                  | 527.968               |
| 41  | Jordan                               | 0.6                | 89.341                |
| 42  | Syria                                | 0.84               | 185.180               |
| 43  | Israel                               | 2.12               | 22.072                |
| 44  | Palestine                            | ?                  | 6.020                 |
| 45  | Thổ Nhĩ Kỳ                           | 1.78               | 783.562               |
| 46  | Liban                                | 1.63               | 10.452                |
| 47  | Síp                                  | 0.11               | 9.251                 |
| 48  | Armenia                              | 5.18               | 29.750                |
| 49  | Azerbaijan                           | 4.59               | 86.600                |
| 50  | Gruzia                               | 0                  | 69.700                |
| 51  | Abkhazia                             | ?                  | 8.860                 |
| 52  | Nam Ossetia                          | ?                  | 3.900                 |
| 53  | Nagorno-Karabakh                     | ?                  | 11.458                |
| 54  | Lãnh thổ Ấn Độ Dương thuộc Anh       | ?                  | 60                    |
| 55  | Các Tiểu vương quốc Ả Rập Thống nhất | 0                  | 83.600                |